# Фещенко Юрій Іванович
Ю́рій Іва́нович Фе́щенко (* 2 травня 1949, Тальне, Черкаська область) — український пульмонолог. Доктор медичних наук, професор, академік НАМН України.

## Біографія
У 1973 році закінчив Київський медичний інститут імені академіка О. О. Богомольця (нині — Національний медичний університет імені О. О. Богомольця). Першими вчителями, які сформували світогляд Юрія Фещенка, як фахівця із захворювань органів дихання, були професори інституту Г. Г. Горовенко, С. А. Кшановський, О. С. Мамолат, В. Н. Молотков. Працював молодшим, потім старшим науковим співробітником, завідувачем відділенням пульмонології Інституту фтизіатрії і пульмонології ім. Ф. Г. Яновського. З 1991 року очолив інститут (з 2007 року — Національний інститут фтизіатрії і пульмонології імені Ф. Г. Яновського), залишаючись на посаді завідувача відділом пульмонології.
У 1977 році захистив кандидатську дисертацію на тему «Клинико-иммунологические исследования в комплексной диагностике туберкулеза внутригрудных лимфатических узлов у детей и подростков», а у 1988 році — докторську дисертацію на тему «Эндолимфатическая антибиотикотерапия в комплексном лечении пульмонологических больных». У 1990 році став професором, у 1994 році — обраний членом-кореспондентом, а в 1997 році — дійсним членом (академіком) НАМН України.

## Педагогічна діяльність
Академік Ю. І. Фещенко підготував 35 докторів і кандидатів наук.
Завідувач кафедри фтизіатрії і пульмонології Національної медичної академії післядипломної освіти імені П. Л. Шупика МОЗ України (з 2009 р.).

## Наукова діяльність
Автор 640 наукових праць, в тому числі 30 монографій, 22 винаходів. Окрім того, ним розроблено і впроваджено у практику 27 методичних рекомендацій, 45 інформаційні листи, внесено 57 раціоналізаторських пропозицій. Під керівництвом Ю. І. Фещенка закінчено 18 науково-дослідних робіт. Він не раз виступав з програмними науковими доповідями в різних країнах світу на багатьох наукових форумах, присвячених патології легенів. Наукові здобутки академіка Ю. І. Фещенка набули щирокого втілення на теренах лікувально-профілактичних закладів України і продовжують застосовуватися фахівцями різних спеціальностей, які причетні до легеневої патології.
Ним безпосередньо та під його керівництвом проводились і проводяться пріоритетні наукові дослідження за такими напрямками:
1) клініка, діагностика, лікування та профілактика туберкульозу і неспецифічних захворювань легенів;
2) організація фтизіатричної та пульмонологічної допомоги населенню України;
3) сучасні аспекти лімфології та фармакології у фтизіатрії і пульмонології.
Під керівництвом академіка Ю. І. Фещенка започатковані нові перспективні напрями у фтизіопульмонології: ендолімфатична терапія туберкульозу і неспецифічних захворювань легень; генетична діагностика у фтизіопульмонології.
Академік Ю. І. Фещенко створив в Україні перспективну школу фтизіатрів і пульмонологів, яка успішно розробляє актуальні проблеми фтизіопульмонології.
Він брав участь у розробці всіх чинних нині нормативно-правових документів Адміністрації Президента, Верховної Ради, Кабінету Міністрів та Міністерства охорони здоров'я України щодо вдосконалення діяльності фтизіатричної та пульмонологічної галузей медицини.

## Громадська діяльність
Юрій Іванович Фещенко є головним редактором «Українського пульмонологічного журналу» та «Українського хіміотерапевтичного журналу», членом редколегій 9 науково-медичних журналів і 2 медичних газет, головою Асоціації фтизіатрів і пульмонологів України, Асоціації хіміотерапевтів України, членом Міжвідомчої комісії по боротьбі з туберкульозом при Кабінеті Міністрів України.

## Нагороди
- Заслужений діяч науки і техніки України (1997)
- Лауреат Державної премії України (1997)
- Орден «За заслуги» ІІІ ступеня (1999)
- Лауреат премії ім. Ф. Г. Яновського (2000)
- Орден «За заслуги» ІІ ступеня (2001)

## Основні наукові праці
1. Лікування туберкульозу / Ю. І. Фещенко, В. М. Мельник, І. Г. Ільницький, В. Г. М'ясников. — К.: Логос, — 1996. — 120 с.
2. Омега-3 ПНЖК: Новый лекарственный препарат Теком / Ю. И. Фещенко, В. К. Гаврисюк, А. И. Ячник и др. — К., 1996. — 124 с.
3. Туберкульоз позалегеневої локалізації / Ю. І. Фещенко, І. Г. Ільницький, В. М. Мельник, О. В. Панасюк — К.: Логос, 1998. — 380 с.
4. Фещенко Ю. І., Мельник В. М. Туберкульоз легень в період епідемії: епідеміологічні, клініко-діагностичні, лікувально-профілактичні та організаційні аспекти. — К.: Логос, 1998. — 284 с.
5. . Пульмонологія: Справочное пособие / В. Н. Соколов, М. И. Перельман, Ю. И. Фещенко и др. — 2-е изд. перераб. и доп. — Одесса: Астропринт, 1998. — 364 с.
6. Атлас заболеваний легких / Ю. И. Фещенко, Е. И. Суслов, В. М. Мельник и др. — К.: Здоров'я, 2001. — 88 с.
7. Фещенко Ю. И., Мостовий Ю. М. Доставочные устройства в пульмонологии (общие сведения о состоянии проблемы в Украине). — К., 2001. — 20 с.
8. Фещенко Ю. І., Мостовий Ю. М. 100 питань з пневмонії: Учбовий посібник. — К., 2002. — 24 с.
9. Фещенко Ю. И., Яшина Л. А., Горовенко Н. Г. Хронические обструктивные заболевания легких. — К.: Морион, 2002. — 79 с.
10. Фещенко Ю. І., Мельник В. М. Сучасні методи діагностики, лікування і профілактики туберкульозу. — К.: Здоров'я, 2002. — 904 с.
11. Feshchenko Yu.I., Melnyk V.M., Matusevych V.G. The causes of noneffective chemotherapy of patients with the newly detected pulmonary tuberculosis in Ukraine // 4 World Congr. on tuberculosis. — Washington, 2002.
12. The factors of the tuberculosis beginning in adults in Ukraine / Yu. Feshchenko, V. Melnyk, L. Mycolychyn, V. Matusevych // 12th ERS Annual Congress. — Stockholm, 2002. — № 318.
13. Фещенко Ю. И., Мельник В. М. Фтизиатрия: становление и развитие, направления и приоритеты // Doctor: журнал для практикующих врачей. — 2002. — № 4. — С. 9-10.

## Основні винаходи
1. А.с. № 1421345 «Способ лечения острых абсцедирующих и затяжных пневмоний» / Молотков В. Н., Фещенко Ю. И., Пристайко Я. И.
2. Патент України № 35249 А «Спосіб діагностики алергічного риніту, поєднаного з бронхіальною астмою» / Фещенко Ю. І., Яшина Л. О., Ігнатьєва В. І., Новосад Ф. Й., Полянська М. О., Лекан О. Я., Туманов А. М.
3. Патент України № 42534 А «Спосіб лікування пневмоцистозу у хворих на хронічні неспецифічні захворювання легень» / Фещенко Ю. І., Рекалова О. М., Бегоулева Ж. Б., Юхимець В. О.
4. Патент України № 24325 А «Спосіб діагностики прихованих порушень бронхіальної прохідності» / Фещенко Ю. І., Рекалова О. М.
5. Патент України № 24886 А «Спосіб діагностики синдрому сонного апное у хворих на хронічний обструктивний бронхіт» / Фещенко Ю. І., Яшина Л. О., Ігнатьєва В. І., Полянська М. О., Лекан О. Я., Туманов А. М., Лебега О. В., Куц В. В., Гуменюк Г. Л.
6. Патент України № 14977 А «Спосіб лікування туберкульозу» / Фещенко Ю. І., Петренко В. І., Мельник В. М., Дзюблик О. Я.
7. Патент України № 47095 А «Спосіб лікування синдрому сонного апное у хворих на хронічний обструктивний бронхіт» / Фещенко Ю. І., Яшина Л. О., Ігнатьєва В. І., Гуменюк Г. Л., Джавад І. В., Сідун Г. В.
8. Патент України / № 30912 А «Спосіб терапії хворих на хронічний обструктивний бронхіт» / Фещенко Ю. І., Рекалова О. М., Бегоулева Ж. Б., Коржов В. І., Арсенюк О. А., Жадан В. М.
9. Патент України № 17838 А «Спосіб лікування хронічного обструктивного бронхіту» / Фещенко Ю. І., Яшина Л. О., Коржов В. І.
10. Патент України № 51089 А «Спосіб диференційної діагностики ексудативних плевритів» / Фещенко Ю. І., Опанасенко М. С., Басанець А. В., Андрусішина І. М.